# Vaniyamkulam- II
Vaniyamkulam- II es una ciudad censal situada en el distrito de Palakkad en el estado de Kerala (India). Su población es de 16085 habitantes (2011). Se encuentra a 39 km de Palakkad y a 34 km de Thrissur.

## Demografía
Según el censo de 2011 la población de Vaniyamkulam- II era de 16085 habitantes, de los cuales 7750 eran hombres y 8335 eran mujeres. Vaniyamkulam- II tiene una tasa media de alfabetización del 94,61%, superior a la media estatal del 94%. la alfabetización masculina es del 96,49%, y la alfabetización femenina del 92,91%.